# Мастунг
Мастунг (англ. Mastung) — город в провинции Белуджистан, Пакистан. Расположен в одноимённом округе. Население — 24 987 чел. (на 2010 год).

## Географическое положение
Мастунг расположен на высоте 1701 метров над уровнем моря.

## Демография
| 1998   | 2010   |
| ------ | ------ |
| 24 571 | 24 987 |